# Mark Takano

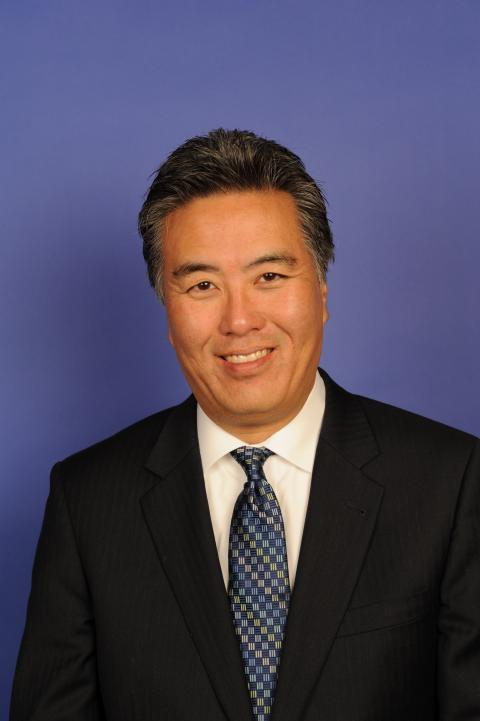
Mark Takano (2013)

Mark Allan Takano (* 10. Dezember 1960 in Riverside, Riverside County, Kalifornien) ist ein US-amerikanischer Politiker der Demokratischen Partei. Seit dem 2013 vertritt er den 41. Distrikt des Bundesstaats Kalifornien im US-Repräsentantenhaus.

## Leben
Takano wurde in Riverside (Kalifornien) geboren und wuchs dort auf. Er studierte Government (Lehramt) an der Harvard University, wo er 1983 mit einem Bachelor of Arts graduierte. Nach seinem Studium wurde er als Lehrer tätig; er unterrichtet über 23 Jahre. Von 1990 bis 2012 gehörte er dem Board of Trustees am Riverside Community College an, als dessen Präsident er auch zeitweise fungierte. 2010 macht er seinen Master of Fine Arts an der University of California, Riverside.
Takano, der sich offen zu seiner Homosexualität bekennt, lebt privat in Riverside.

## Politik
In den Jahren 1992 und 1994 bewarb er sich noch ohne Erfolg um ein Mandat im Repräsentantenhaus der Vereinigten Staaten. Beide Male unterlag er dem Republikaner Ken Calvert. Am 6. November 2012 gelang es ihm dann aber, als Abgeordneter für den 41. Kongresswahlbezirk Kaliforniens in den Kongress einzuziehen; er gewann mit 59 zu 41 Prozent der Stimmen gegen den republikanischen Politiker John Tavaglione und trat damit die Nachfolge von Charles Jeremy Lewis an. Nach bisher vier Wiederwahlen in den Jahren 2014 bis 2020 kann er sein Amt bis heute ausüben. Seine aktuelle, insgesamt fünfte Legislaturperiode im Repräsentantenhaus des 117. Kongresses läuft noch bis zum 3. Januar 2023.
Die Primary (Vorwahl) für die Wahlen 2022 am 7. Juni, nunmehr für den 39. Wahlbezirk, konnte er mit 57,2 % gewinnen. Er trat damit am 8. November 2022 gegen Aja Smith von der Republikanischen Partei an. Er konnte die Wahl mit 60,4 % der Stimmen für sich entscheiden und war dadurch auch im Repräsentantenhaus des 118. Kongresses vertreten. Er entschied die Wahl 2024 zum 119. Kongress im 39. Wahlbezirk mit 56,7 % für sich.

### Ausschüsse
Er ist aktuell Mitglied in folgenden Ausschüssen des Repräsentantenhauses:
- Committee on Education and Labor
  - Higher Education and Workforce Investment
  - Workforce Protections
- Committee on Veterans’ Affairs (Vorsitz)
  - Technology Modernization